# 唐十郎
唐 十郎（から じゅうろう、1940年〈昭和15年〉2月11日 - 2024年〈令和6年〉5月4日）は、日本の劇作家・演出家・俳優。本名：大靏 義英（おおつる よしひで）。位階は従四位、勲章は旭日中綬章。劇団「唐組」主宰、文化功労者。紅テントの「状況劇場」を結成。アングラ演劇の始祖。日本戦後演劇を再構築。
東京府東京市下谷区下谷万年町（現：東京都台東区）出身。明治大学文学部文学科演劇学専攻卒業。作家としても活躍、『佐川君からの手紙』（1981年）で芥川賞を受賞。俳優として自作以外の映画やテレビドラマに出演することもある。他の演出家への戯曲提供も多い。2012年4月より明治大学客員教授に就任。戦後現代演劇は「唐以前、唐以後」と言っても過言ではない。

## 来歴
下谷区立坂本小学校、私立駒込中学校、東邦大学付属東邦高校を経て、1958年に明治大学文学部文学科演劇学専攻入学、1962年に同大学卒業。同年に松田政男、山口健二、川仁宏らが企画した自立学校に、学生として参加。
演劇の新テーゼ「特権的肉体論」を提唱して、1963年に笹原茂峻（笹原茂朱）らと共に劇団「シチュエーションの会」（翌年「状況劇場」に改名）を旗揚げ。旗揚げ公演はサルトル作の『恭しき娼婦』。翌1964年の処女戯曲『24時53分「塔の下」行きは竹早町の駄菓子屋の前で待っている』で、初めて唐十郎の筆名を用いる。
この時期、李礼仙（李麗仙の旧芸名）と共に「金粉ショー」をしながらキャバレーを巡り、芝居の資金や紅テントの購入費用を調達した。なお、金粉ショーで窒息死することはないが、唐十郎はこの都市伝説を真に受け、窒息するから早く金粉を落とさなければならなかったと語っていた。
1967年2月、新宿ピットインで、ジャズ・ピアニスト山下洋輔とジョイント公演。この時の、入場待ちの行列を見て、自分のやっていることに自信が出てきたという。また、67年には若松孝二監督『犯された白衣』に主演した。
1967年8月、新宿・花園神社境内に紅テントを建て、『腰巻お仙 -義理人情いろはにほへと篇』を上演。当初、神社側から「『腰巻』では国体に反する」とのクレームが入ったため、『月笛お仙』と改題して上演したが、1週間程度で元の『腰巻』に戻している。この紅テントが話題を呼び、後の「状況劇場」の方向性を決定づけた。花園神社の紅テントではその後も、『アリババ』、『傀儡版壺坂霊験期』、『由比正雪-反面教師の巻』の上演を行ったが、「公序良俗に反する」として地元商店連合会などから排斥運動が起こり、ついに神社総代会より1968年6月以降の神社境内の使用禁止が通告された。1968年6月29日、「さらば花園!」と題するビラをまき、1979年に和解するまで状況劇場は花園神社から一旦姿を消した。
1969年1月3日、東京都の中止命令を無視し、新宿西口公園にゲリラ的に紅テントを建て、『腰巻お仙・振袖火事の巻』公演を決行。200名の機動隊に紅テントが包囲されながらも最後まで上演を行った。これが世に知られる「新宿西口公園事件」である。上演後、唐十郎、李麗仙ら3名が都市公園法違反の現行犯で逮捕された。同年12月12日、天井桟敷と状況劇場の団員らが乱闘事件を起こし、寺山修司とともに暴力行為の現行犯で逮捕される。きっかけは双方の劇団がお祝いとして中古の花輪や葬儀用の花輪を贈り合ったことによるもの。唐は天井桟敷に真意を聞こうと訪れたもので、殴り込みではないと主張した。
1970年、自身による作詞・歌のレコード『愛の床屋』を発売。歌詞に対して全日本床屋組合よりクレームがつき、発売禁止、放送禁止となる。
この頃から、マスコミにしばしば取り上げられるようになった。「天井桟敷」の寺山修司、「早稲田小劇場」の鈴木忠志、「黒テント」の佐藤信と共にアングラ演劇の旗手とみなされた。
状況劇場は初期には麿赤児、不破万作、大久保鷹、四谷シモン、吉澤健ら、後に根津甚八、小林薫、佐野史郎、六平直政、菅田俊、渡辺いっけいらの俳優を輩出した。ほか、横尾忠則、金子國義、赤瀬川原平、篠原勝之らがポスターを描いた。
また韓国の抵抗詩人で、当時保釈中の金芝河との合同公演をもくろみ、戒厳令下の韓国に渡航して取材をし、『二都物語』を執筆。1972年3月に再度渡韓し、無許可のまま、ソウルにて、金芝河作の『金冠のイエス』とともに『二都物語』を韓国語で上演する。翌1973年にはバングラデシュのダッカ、チッタゴンで『ベンガルの虎』、1974年にはレバノン、シリアの難民キャンプで『アラブ版・風の又三郎』といずれも現地語での公演を行った。若松孝二によれば、紅テントの買い替え費用は酒の席の約束にも拘らず赤塚不二夫が出したそうである。1970年代半ばのことで、750万円であった。
中央公論社『海』の編集者だった村松友視の薦めで小説を書くようになり、1983年、「佐川君からの手紙」で芥川賞を受賞する。NHK教育テレビ番組に出演した際、大衆は豚であると発言し、出演した学者から「恵まれた立場におられる方」と論評されたこともある。
1988年、状況劇場を解散して劇団「唐組」を旗揚げ。作・演出・出演を務める。1997年10月には横浜国立大学教育人間科学部マルチメディア文化課程教授に就任し、「舞台芸術論」などの講義と学生・中野敦之らの「劇団唐ゼミ☆」を指導（第2回公演まで作・演出を、それ以降は作・監修を務めた）。2005年、同大学を定年退職。同年、近畿大学文芸学部客員教授就任。2010年1月、同大にて最終講義を行った。2012年4月より、母校である明治大学文学部の客員教授に就任し「演出論Ａ」の講義を担当するも同年5月、脳挫傷の大ケガを負い療養生活に入る。その後リハビリと脳外科の専門医によるトレーニングをへて2015年『ダイバダッタ』を上梓した。
2024年5月4日午後9時1分、急性硬膜下血腫のため東京都中野区内の病院で亡くなった。1日に自宅で転倒し、救急搬送されたという。84歳没。死没日付をもって従四位に叙され、旭日中綬章を追贈された。

## 人物
父は理研映画で監督・プロデューサーを務めた大鶴日出栄。前妻は女優の李麗仙（1967年結婚、1988年離婚）。李との間にもうけた子供は、長男で俳優・小説家・映画監督の大鶴義丹。後妻はフリーのメーキャップアーティストの萩原美和子（唐より22歳年下、1989年再婚）。萩原との間にもうけた子供は、長女で女優の大鶴美仁音（みにおん）、次男で俳優の大鶴佐助。

## 逸話
- 21歳で土方巽の門下となるまでは、謹厳な父親の指導で「朝6時半に起き、夜は7時半に寝る」という真面目一方の人間であった[23]。なお、当時の土方の門下には、石井金八、麿赤児、中嶋夏、李麗仙らがいた[24]。
- 貧乏時代のなごりで、戯曲を書く際は、カレンダー等の裏に横書きで、しかも紙を節約するため非常に細かい字で書く癖がついた。それを、劇団のメンバーが原稿用紙等に清書していた[25]。
- 唐十郎の喧嘩武勇伝については枚挙に暇がない。
  - 1969年12月5日、寺山修司は状況劇場のテント興業の初日に祝儀の花輪を「冗談のつもり」で葬式用の花輪にした（これは寺山の天井桟敷の旗揚げ公演の際に中古の花輪を送られた事への意趣返しだった）。一週間後の12月12日、唐は劇団員を引き連れて天井桟敷を襲撃、大立ち回りを演じて、乱闘事件を起こしたかどで唐と寺山を含む双方の劇団員9人が暴力行為の現行犯で逮捕される。寺山曰く「ユーモアのつもりだったが分かってもらえなかった」、唐曰く「ユーモアのつもりなら自分で持って来い、そもそも話を聞こうと思って行っただけ。これは殴り込みではない」[26]。後に唐と寺山は没年こそ違えど命日が同じ5月4日[注 1]となる[27]。
  - 野坂昭如とは新宿ゴールデン街の飲み屋で大喧嘩し、包丁をまな板に突き立ててしまったこともある。
  - 赤塚不二夫の著書によれば、酒場で喧嘩があると聞くと乱入し、大立ち回りをし、見得を切ることもしばしばだったという。
- 小林薫が状況劇場を退団したいという話を聞いた唐は、小林のことを高く評価していたため、退団を考え直すよう説得しようと包丁持参で小林の住んでいたアパートに向かう。しかし先に小林が逃げ出していたため説得はできず、結局小林の退団をなし崩しに認めてしまったと『唐十郎血風録』にある。
- 母校の明治大学で担当した「演出論Ａ」の講義では「教室の中にテントが張られる」「床を這いつくばって登壇」「歌を熱唱する」など実験的講義を行った[28]。

## 略歴
- 1940年 東京市（現：東京都台東区）北上野に生まれる。幼年期は下谷万年町（現：東上野）の長屋で育つ[29]。戦時中は福島県に疎開した
- 1955年 駒込中学校卒業
- 1958年 東邦大学付属東邦高等学校卒業。なお高校入学時は、父の希望で医者志望であった
- 1962年 明治大学文学部文学科演劇学専修卒業、劇団青年芸術劇場（青芸）に研究生として入団。この頃、唯一のサラリーマン経験として、怪しげな地図会社に数カ月間勤務して、地図の広告取りの仕事をした[30]
- 1963年 青年芸術劇場を退団、シチュエーションの会を旗揚げする
- 1964年 シチュエーションの会を状況劇場に改名する
- 1967年 紅テントによる公演を始める
- 1970年 『少女仮面』で第15回岸田國士戯曲賞受賞
- 1974年 初監督映画『仁侠外伝・玄界灘』撮影中に本物の拳銃を使い、安藤昇とともに小田原署に逮捕される
- 1978年 『海星・河童（ひとで・かっぱ）』で泉鏡花文学賞受賞
- 1983年 『佐川君からの手紙』で芥川賞受賞
- 1988年 状況劇場を解散し、「劇団唐組」を旗揚げする
- 1997年10月 横浜国立大学教授に就任
- 2000年 唐ゼミを立ち上げる
- 2001年 花園賞を受賞
- 2003年1月 『泥人魚』で第7回鶴屋南北戯曲賞受賞
- 2004年 『泥人魚』で読売文学賞受賞
- 2005年
  - 3月 横浜国立大学を定年退官
  - 4月 近畿大学客員教授に就任
  - 9月 紫綬褒章受章を内示されるが辞退する
- 2006年
  - 読売演劇大賞芸術栄誉賞を受賞
  - 11月 明治大学特別功労賞を受賞
- 2010年 第3回李炳注（イ・ビョンジュ）国際文学賞（韓国の文学賞）を日本人として初めて受賞する[31]
- 2012年4月 明治大学客員教授に就任
- 2013年1月 朝日賞受賞[32]
- 2021年11月 文化功労者[33]
- 2024年5月4日、死去[17]。叙従四位、旭日中綬章追贈。

## 作品

### 戯曲
- 『24時53分「塔の下」行きは竹早町の駄菓子屋の前で待っている』（1964年、処女戯曲）
- 『渦巻きは壁の中を征く』（1964年）
- 『煉夢術』（1965年）
- 『月笛奏法・腰巻お仙と共に征く「イルキスト」の群れ』（1965年）
- 『ジョン・シルバー』（1965年）
- 『腰巻お仙・百個の恥丘』（1966年）
- 『アリババ』（1966年）
- 『腰巻お仙・忘却篇』（1966年）
- 『腰巻お仙 -義理人情いろはにほへと篇』（1967年）　初のテント公演
- 『由比正雪』（1968年）
- 『続ジョン・シルバー』（1968年）
- 『腰巻お仙・振袖火事の巻』（1969年）
- 『少女仮面』（1969年）早稲田小劇場（鈴木忠志）のための書き下ろし、岸田國士戯曲賞
- 『少女都市』（1969年）
- 『愛の乞食』（1970年）
- 『吸血姫』（1971年）
- 『あれからのジョン・シルバー』（1971年）
- 『二都物語』（1972年）
- 『鐵假面』（1972年）
- 『ベンガルの虎』（1973年）
- 『海の牙』（1973年）
- 『盲導犬』（1973年）櫻社（蜷川幸雄）のための書き下ろし
- 『唐版・風の又三郎』（1974年）
- 『夜叉綺想』（1974年）
- 『唐版・滝の白糸』（1975年）
- 『腰巻おぼろ　妖鯨篇』（1975年）
- 『糸姫』（1975年）
- 『下町ホフマン』（1976年）
- 『蛇姫様-我が心の奈蛇』（1977年）
- 『ユニコン物語 台東区篇』（1978年）
- 『河童』（1978年）
- 『唐版・犬狼都市』（1979年）
- 『青頭巾』（1979年）
- 『女シラノ』（1980年）
- 『鉛の心臓』（1980年）
- 『下谷万年町物語』（1981年）
- 『お化け煙突物語』（1981年）
- 『黄金バット』（1981年）
- 『新・二都物語』（1982年）
- 『秘密の花園』（1982年）本多劇場こけら落とし上演
- 『住み込みの女』（1983年）
- 『黒いチューリップ』（1983年）
- 『あるタップダンサーの物語』（1984年）
- 『ジャガーの眼』（1985年）
- 『少女都市からの呼び声』（1985年）
- 『ねじの回転』（1986年）
- 『さすらいのジェニー』（1988年）
- 『電子城-背中だけの騎士-』（1989年）
- 『セルロイドの乳首』（1990年）
- 『透明人間』（1990年）
- 『電子城II』（1991年）
- 『ビンローの封印』（1992年）
- 『桃太郎の母』（1993年）
- 『動物園が消える日』（1993年）
- 『匂ひガラス』（1994年）
- 『孤島』（1994年）
- 『裏切りの街』（1995年）
- 『模造石榴』（1996年）
- 『赤い靴』（1996年）
- 『海の口笛』（1997年）
- 『汚れつちまつた悲しみに…』（1998年）
- 『眠り草』（1999年）
- 『夜壷』（2000年）
- 『鯨リチャード』（2000年）
- 『闇の左手』（2001年）
- 『水中花』（2001年）
- 『糸女郎』（2002年）
- 『花屋敷』（2002年）
- 『泥人魚』（2003年）鶴屋南北戯曲賞、紀伊国屋演劇賞、読売文学賞
- 『河童』（2003年）
- 『津波』（2004年）
- 『眠りオルゴール』（2004年）
- 『鉛の兵隊』（2005年）
- 『カーテン』（2005年）
- 『紙芝居の絵の街で』（2006年）
- 『行商人ネモ』（2007年）
- 『夕坂童子』（2008年）
- 『黒手帳に頬紅を』（2009年）
- 『百人町』（2010年）
- 『姉とおとうと』（2010年）
- 『ひやりん児』（2011年）
- 『西陽荘』（2011年）
- 『海星』（2012年）

### 映画
- 『任侠外伝 玄海灘』 （監督、1976年）
- 『海ほおずき』 （原作・脚本・主演、1996年、監督：林海象）
- 『ガラスの使徒』 （原作・脚本・出演、2005年）

### テレビドラマ
- 『市川崑シリーズ・追跡』第15話「汚れた天使」※未放映（1973年） - 監督

### テレビアニメ
- 『W3』（各話/脚本、1965年）

## 出演

### 映画
- 『夏の嵐』（1956年、監督：中平康）
- 『犯された白衣』（1967年、監督：若松孝二）
- 『新宿泥棒日記』（1968年、監督：大島渚）
- 『にっぽん'69 セックス猟奇地帯』（1969年、監督：中島貞夫）
- 『日本暗殺秘録』（1969年、監督：中島貞夫）
- 『銭ゲバ』（1970年、監督：和田嘉訓）
- 『修羅』（1971年、監督：松本俊夫）
- 『ボクサー』（1977年、監督：寺山修司）
- 『夜叉ヶ池』（1979年、監督：篠田正浩）
- 『ジャズ大名』（1986年、監督：岡本喜八） - 益満休之助 役
- 『800 TWO LAP RUNNERS』 （1994年）
- 『カンゾー先生』（1998年、監督：今村昌平） - 梅本 役
- 『シアトリカル 唐十郎と劇団唐組の記録』 （2007年）

### テレビドラマ
- 『恐怖劇場アンバランス』第4話「仮面の墓場」（1973年） - 犬尾貞文役
- 『黄金の日日』（1978年） - 原田喜右衛門役
- 『世にも奇妙な物語 「ニュースおじさん」』 （1991年） - ニュースおじさん役
- 『北の国から2002 遺言』（2002年） - 高村吾平(トド)役
- 『ヤンキー母校に帰る』（2003年） - 早乙女校長役
- 『海峡を渡るバイオリン』（2004年）
- 『京都地検の女・第4シリーズ』（2007年） - 第7話福本役
- 『天河伝説殺人事件』（2008年） - 高崎義則役
- 『松本清張生誕100年記念作品・駅路』（2009年） - 便利屋主人役
- 『世にも奇妙な物語 20周年スペシャル・春 〜人気番組競演編〜「ニュースおじさん、ふたたび」』 （2010年） - ニュースおじさん役
- 『ハンチョウ〜神南署安積班〜 第3シリーズ』 （2010年） - 石倉晴夫役
- 『王様の家』（2011年11月23日、BS朝日） - 佐久間泰三 役

### テレビアニメ
- 『おじゃる丸』（声優）第12シリーズ 第45話「はさまりさん」（2009年） - はさまりさん役

## 著書
- 『腰巻お仙 附・特権的肉体論』現代思潮社 1968年
- 『ジョン・シルバー』天声出版 1969年
- 『謎の引越少女』学芸書林 1970年
- 『少女仮面 唐十郎作品集』学芸書林 1970年 のち角川文庫
- 『河原者の唄』思潮社 1970年
- 『煉夢術』中央公論社 1971年 のち角川文庫
- 『吸血姫』中央公論社 1971年 のち角川文庫
- 『日本列島南下運動の黙示録』現代思潮社 1972年
- 『少女と右翼 満州浪人伝』徳間書店 1972年 のち角川文庫
- 『ベンガルの虎』新潮社(書下ろし新潮劇場) 1973年
- 『二都物語・鐡仮面』新潮社 1973年
- 『わが青春浮浪伝』講談社 1973年
- 『ズボン』大和書房 1973年
- 『紅疾風』学芸書林 1974年
- 『唐版・風の又三郎』角川書店 1974年
- 『夜叉綺想』新潮社 (書下ろし新潮劇場) 1974年
- 『盲導犬』角川文庫 1974年
- 『幻のセールスマン』角川書店 1974年
- 『魔都の群袋』潮出版社 1974年 のち文庫
- 『腰巻おぼろ 妖鯨篇』角川書店 1975年
- 『唐版滝の白糸』角川文庫 1975年
- 『風にテント胸には拳銃』角川書店 1976年
- 『おちょこの傘持つメリー・ポピンズ』角川書店 1976年
- 『蛇姫様』中央公論社 1977年
- 『唐版・俳優修業』角川書店 1977年
- 『海星・河童-少年小説』大和書房 1978年 - 泉鏡花文学賞
- 『乞食稼業 対談集』冬樹社 1979年
- 『唐十郎全作品集』全6巻 冬樹社 1979年 - 1980年
- 『調教師』中央公論社 1979年
- 『風に毒舌 第一エッセイ集』毎日新聞社 1979年 のち旺文社文庫
- 『唐版犬狼都市』（澁澤龍彦原作）北宋社 1979年
- 『女シラノ』白水社 1980年
- 『豹の眼 第二エッセイ集』毎日新聞社 1980年
- 『沼・ふたりの女』漂流堂 1980年
- 『下谷万年町物語』（小説）PARCO出版 1981年 のち中公文庫 - 蜷川幸雄演出で1981年初演、2012年再演[34]
- 『黄金バット・お化け煙突物語』河出書房新社 1981年
- 『新・二都物語,鉛の心臓』新評社 1982年
- 『佐川君からの手紙-舞踏会の手帖』河出書房新社、1983年 のち文庫 - 芥川賞
- 『唐十郎血風録』文藝春秋 1983年
- 『御注意あそばせ』河出書房新社 1983年
- 『サンドイッチマン』大和書房 1983年
- 『安寿子の靴』文藝春秋 1984年
- 『マウント・サタン』河出書房新社 1984年
- 『紙女房 楼閣興信所通信』文藝春秋 1986年
- 『毀れた模写 文芸時評』福武書店 1986年
- 『ねじの回転』サンケイ出版 1986年
- 『フランケンシュタインの娘』福武書店 1987年
- 『シェイクスピア幻想 道化たちの夢物語』PARCO出版局 1988年
- 『さすらいのジェニー』福武書店 1988年
- 『電気頭』文藝春秋 1990年
- 『蠱惑への傾斜』河出書房新社 1991年
- 『透明人間』白水社 1991年
- 『電子城 2』白水社 1991年
- 『オルゴールの墓　劇団第七病棟』リブロポート 1992年
- 『桃太郎の母』徳間書店 1993年
- 『青春牡丹灯籠』集英社 1993年
- 『海ほおずき』文藝春秋、1995年
- 『水の廊下』エー・ジー 1995年
- 『雨月の使者』エー・ジー出版 1996年
- 『少女仮面・唐版風の又三郎』白水社 1997年
- 『特権的肉体論』白水社 1997年
- 『幻想劇場』朝日新聞社 1997年
- 『きみと代わる日 唐版とりかえばや物語』主婦と生活社 1998年
- 『秘密の花園』沖積舎 1998年
- 『蛇行』新潮社 2000年
- 『泥人魚』新潮社 2004年
- 『ガラスの使徒』アートン 2005年
- 『劇的痙攣』岩波書店、2006年
- 『風のほこり』新宿梁山泊 右文書院 2006年
- 『唐十郎コレクション』全3巻 堀切直人編 右文書院 2007年 - 2008年
- 『夕坂童子』岩波書店 2008年
- 『朝顔男』中央公論新社、2009年
- 『唐十郎 わが青春浮浪伝 人間の記録』日本図書センター 2012年
- 『唐組熱狂集成 迷宮彷徨篇』ジョルダンブックス　2012年
- 『唐組熱狂集成 流体の囁き篇』ジョルダンブックス 2012年
- 『ダイバダッタ』幻戯書房、2015年

### 共著
- 『汗のドレス』島田雅彦対談 河出書房新社 1986年
- 『芸術ウソつかない』横尾忠則対談集 平凡社 2001年
- 『教室を路地に! 横浜国大vs紅テント2739日』室井尚共著 岩波書店 2005年
- 『唐十郎 紅テント・ルネサンス！』河出書房新社 2006年

### 雑誌出版
- 『ドラキュラ』若松孝二、足立正生ら執筆。 1973年

### CD
- 『状況劇場劇中歌集』李麗仙ほか、唐の監修・構成　PARCO出版、1984年

## 関連書籍
- 『唐十郎』河出書房新社〈KAWADE道の手帖〉、2006年
- 扇田昭彦『唐十郎の劇世界』右文書院、2007年
- 樋口良澄『唐十郎論 逆襲する言葉と肉体』未知谷、2012年